# 60 Korpus Obrony Powietrznej (ZSRR)
60 Korpus Obrony Powietrznej – wyższy związek taktyczny wojsk obrony powietrznej Sił Zbrojnych ZSRR.

## Struktura organizacyjna
W latach 1991–1992
- dowództwo – Odessa
- 100 Brygada Rakietowa Obrony Powietrznej – Zaporoże
- 174 Brygada Rakietowa Obrony Powietrznej – Sewastopol
- 206 Brygada Rakietowa Obrony Powietrznej – Ewpatoria
- 160 Brygada Rakietowa Obrony Powietrznej – Odessa
- 208 Brygada Rakietowa Obrony Powietrznej – Herson
- 275 Brygada Rakietowa Obrony Powietrznej – Kiszyniów
- 1014 pułk rakietowy OP – Teodozja
- 1170 pułk rakietowy OP – Nikołajew
- 14 Brygada Radiotechniczna – Odessa
- 16 Brygada Radiotechniczna – Sewastopol
- 138 batalion WRE – Sewastopol
- 167 węzeł łączności  – Odessa